# Walcott (Norfolk)
Pour les articles homonymes, voir Walcott.
Walcott est un village et une paroisse civile du Norfolk, en Angleterre.